# Толна
Толна (на унгарски: Tolna) е една от 19-те области (или комитати, megye) в Унгария. Разположена е в централната част на страната. Административен център на област Толна е град Сексард.